# Robert Clive (1789-1854)
Robert Henry Clive (15 janvier 1789 - 20 janvier 1854) est un homme politique du parti conservateur britannique.

## Biographie
Il est né dans la paroisse de St George's Hanover Square, Londres fils cadet d’Edward Clive (1er comte de Powis), fils de Robert Clive, premier baron Clive (« Clive of India »). Sa mère est Lady Henrietta, fille de Henry Herbert (1er comte de Powis). Edward Herbert (2e comte de Powis), est son frère aîné. Il fait ses études au Collège d'Eton et est au St John's College, à Cambridge de 1807 à 1809, où il obtient son diplôme de maîtrise. Il reçoit un doctorat honorifique en droit en 1835.
Il siège comme député de Ludlow de 1818 à 1832 (aux côtés de son frère) et pour le Shropshire South de 1832 à 1854.
Propriétaire agricole dans le Shropshire, le Worcestershire et le Pays de Galles, il est un partisan de l'abolition des Corn Laws sous l'administration de Robert Peel. Il est nommé à la commission d'enquête sur les émeutes de Rebecca dans le sud du Pays de Galles en octobre 1843.
Il est également Lieutenant adjoint et juge de paix pour le comté de Shropshire et juge de paix pour Worcestershire.
Il est capitaine dans la milice sud du Shropshire en 1809. Il est plus tard commandant d'une troupe de cavalerie de milice au Bishop's Castle, de 1817 à 1828. Il est colonel commandant le Worcestershire Yeomanry de 1833 jusqu'à sa mort.
Antiquaire, il est l'auteur de Documents relatifs à l'histoire de Ludlow et des Lords Marchers (1841) et président de la Cambrian Archaeological Association en 1852.
Il est vice-président de deux anciennes compagnies de chemin de fer du Shropshire, les Shrewsbury et Birmingham et du Shrewsbury and Hereford Railway. Ce fut lors d'une réunion des directeurs de ce dernier, le 30 décembre 1853, qu'il fait un grave malaise.

## Famille
Il épouse Lady Harriet, fille d'Other Windsor (5e comte de Plymouth), en 1819. Ils ot plusieurs enfants, dont Robert Windsor-Clive et George Windsor-Clive. Après être tombé malade lors d'une réunion de directeurs de compagnies de chemin de fer, Clive meurt à Shrewsbury en janvier 1854, à l'âge de 65 ans, au domicile voisin du greffier de la ville. Il est enterré à l'église paroissiale de Bromfield, près de sa maison à Oakley Park, près de Ludlow.
L'année suivante, la baronnie de Windsor, qui était tombée en suspens à la mort de son beau-frère en 1833, est attribuée à sa veuve, Harriett, qui devient la treizième baronne Windsor. Elle meurt en novembre 1869 à l'âge de 72 ans. Son petit-fils, Robert Windsor-Clive, lui succède à la baronnie et est nommé comte de Plymouth en 1905.